# Blommersia wittei
Espèce
Synonymes
- Mantidactylus wittei Guibé, 1974

Statut de conservation UICN

 LC  : Préoccupation mineure
Blommersia wittei est une espèce d'amphibiens de la famille des Mantellidae.

## Répartition

Aire de répartition de Blommersia wittei.

Cette espèce est endémique de Madagascar. Elle se rencontre du niveau de la mer jusqu'à 800 m d'altitude dans le Nord d'île,.

## Description
Blommersia wittei mesure environ de 22 à 25 mm pour les mâles et de 23 à 26 mm pour les femelles.

## Étymologie
Cette espèce est nommée en l'honneur de Gaston-François de Witte.

## Publication originale
- Guibé, 1974 : Batraciens nouveaux de Madagascar. Bulletin du Museum National d'Histoire Naturelle, sér. 3, Zoologie, vol. 171, p. 1169-1192 (texte intégral).